# Tramvaiul din Montpellier
Montpellierul are cea mai lungă rețea de tramvaie din Franța (56 km cale dublă în 2016), rețea administrată de TAM.